# الملك فاروق (مسلسل)
مسلسل الملك فاروق عرض في رمضان سنة 2007 وهو مسلسل تاريخي من إنتاج سعودي يجسد حقبة حكم الملك فاروق الأول آخر من حكم مصر من أسرة محمد علي مؤسس مصر الحديثة، والذي ورث عرش مصر عن أبيه الملك فؤاد وانتهى حكمه بقيام ثورة يوليو 1952 ونفي الملك فاروق إلى خارج مصر.

## القصة
يصور المسلسل الملك فاروق صبيا حتى مرحلة اعتلائه العرش خلفاَ لأبيه، ثم الحاشية التي التفت حولة وحولته من ملك محبوب من شعبه لاتخاذه مواقف وطنية ضد الإنجليز إلى ملك مكروه مشوش التفكير مما أدى إلى اهتزاز صورته أمام شعبه. المسلسل يحاول عرض مواقف إنسانية للملك كشخص عادي له مشاعره وانفعالاته الإيجابية منها والسلبية ومراحل تحوله داخل القصر الذي أضر بصورته أمام الناس وحولته الصحافة إلى رجل يجري وراء نزواته وملذاته دون النظر إلى الشعب.
الإنتاج الضخم للمسلسل يرجع بالمتتبع له إلى هذه الحقبة الغنية في تاريخ مصر المعاصر ومحاولة تنقيح صورته، كما أن الإخراج والموسيقى التصويرية كانا من العناصر التي أثرت في نجاح هذا المسلسل.

## الجدل حول المسلسل
أثار المسلسل عاصفة من الجدل غير مسبوقة على مستوى الدراما العربية، فقد انقسمت الآراء بشدة حوله بين مؤيد ومعارض. الفريق المؤيد للعمل يرى أنه أعاد اكتشاف شخصية وفترة آخر ملوك مصر، ورد الاعتبار للحقبة اللبيرالية والتي تعد من أثرى فترات تاريخ مصر الحديث على مستوى الحراك السياسي والإجتماعي، بعيداً عن الصورة التي دأبت أنظمة الحكم التالية ليوليو 1952 على تكريسها في عقول الجماهير بأن الملك كان شخص فاسد فساداً مطلقاً وأن الحقبة الليبرالية لم تكن سوى فترة الاحتلال والفساد والمعاناة للشعب المصري.
أما الفريق المعارض فيرى أن المسلسل لم يكن سوى منشور دعائي قصدت به الجهة المنتجة - والمملوكة للوليد البراهيم أحد أفراد العائلة المالكة السعودية - تبييض وجه النظام السعودي الملكي في شخص الملك فاروق، كما سعت من خلاله للتشكيك في شرعية ثورة 23 يوليو وفي زعيمها جمال عبد الناصر بمنطق تصفية الحسابات لا سيما على خلفية الصراع المحتدم الذي كان بين الرئيس جمال عبد الناصر والملك فيصل، ومن أبرز هؤلاء الكاتب الكبير أسامة أنور عكاشة والذي لم يتوانَ عن وصف المسلسل بأنه تزوير فاضح للتاريخ.. وإن كان من الصعب التسليم بوجهة النظر هذه نظراً لأن المشروع كان مقرراً أن ينتجه التلفزيون المصري، إلا أن تلكؤ المسؤولين في تنفيذ العمل لسنوات طويلة - ولعلهم قصدوا بذلك دفنه من الأساس - هو الذي دفع د. لميس جابر مؤلفة العمل للمواقفة على عرض قناة m.b.c بإنتاجه، كما أن القناة كانت تستعد بإنتاج عمل عن الملك فاروق للسيناريست محفوظ عبد الرحمن يكرر نفس المعزوفة الرسمية بتقديم صورة قاتمة له، وعرضت المشروع على المخرج «حاتم علي» لكن الأخير هو الذي رفض القيام بهكذا عمل لاختلافه مع قناعاته الشخصية وقدم بدلاً منه لقناة m.b.c حلقات مسلسل الملك فاروق والتي إطلع عليها أثناء تجهيزه لفيلم محمد علي باشا للميس جابر أيضاً. على كل حال كان الانطباع الإيجابي والمؤيد للعمل هو السائد بشكل واضح لدى الجماهير .

## التقييم الفنى للعمل
بعيداً عن الجدل السياسي المُثار حول العمل فقد قوبل بحفاوة بالغة نقدياً وجماهيرياً نظراً لتميزه اللافت خصوصاً على المستوى الإخراجي .. فالعمل يمكن وصفه بأنه كان بمثابة نقلة نوعية في تكنيك صناعة المسلسلات المصرية، حيث أن التفوق الكبير للعناصر الفنية للعمل بالإضافة لرؤية المخرج حاتم علي المبتكرة جعلت المتفرج المصري يشعر وكأنه يشاهد فيلماً سينمائياً مبهراً مدته 33 حلقة، بعكس الأسلوب التقليدي الذي اعتاد على متابعته في الدراما التلفزيونية المصرية والذي يقترب كثيراً من النمط المسرحي.

## الممثلون
يشارك في حلقاته حوالي 300 ممثل وممثلة منهم
| الترتيب | الدور                      | الممثل              | الدور                                                   |
| ------- | -------------------------- | ------------------- | ------------------------------------------------------- |
| 1       | الملك فاروق                | تيم الحسن           | ملك مصر والسودان                                        |
| 2       | أحمد حسنين باشا            | عزت أبو عوف         | رائد الملك والأمين الأول ورئيس الديوان الملكي           |
| 3       | الملكة نازلي               | وفاء عامر           | ملكة مصر الأم ووالدة الملك فاروق                        |
| 4       | علي ماهر باشا              | نبيل الحلفاوي       | رئيس الديوان الملكي ورئيس الوزراء                       |
| 5       | مصطفى النحاس باشا          | صلاح عبد الله       | زعيم حزب الوفد ورئيس الوزراء                            |
| 6       | مكرم عبيد باشا             | هادي الجيار         | سكرتير حزب الوفد                                        |
| 7       | الملكة فريدة               | منة فضالي           | ملكة مصر زوجة الملك فاروق الأولى                        |
| 8       | عزيز المصري                | أحمد فؤاد سليم      | كبير معلمي ولي العهد ورئيس أركان الجيش المصري           |
| 9       | سعد باشا زغلول             | عبد الرحمن أبو زهرة | زعيم الأمة ومؤسس حزب الوفد ورئيس الوزراء                |
| 10      | الأمير محمد علي باشا توفيق | لطفي لبيب           | رئيس مجلس الوصاية وولي العهد وأكبر أبناء الأسرة العلوية |
| 11      | الملكة ناريمان             | شيري عادل           | ملكة مصر والسودان زوجة الملك فاروق الثانية              |
| 12      | أحمد ماهر باشا             | محمود الجندي        | زعيم حزب الهيئة السعدية ورئيس الوزراء ووفدي سابق        |
| 13      | الملك فؤاد                 | حسن كامي            | ملك مصر ووالد الملك فاروق                               |
| 14      | حسين سري باشا              | رؤوف مصطفى          | رئيس الوزراء ورئيس الديوان الملكي                       |
| 15      | حسن صبري باشا              | جمال إسماعيل        | رئيس الوزراء                                            |
| 16      | زينب هانم الوكيل           | انتصار              | زوجة النحاس باشا                                        |
| 17      | الأميرة شويكار             | زيزي مصطفى          | زوجة الملك فؤاد الأولى ووالدة ابنته الأميرة فوقية       |
| 18      | لطيفة هانم                 | غادة نافع           | زوجة أحمد حسنين باشا الأولى وإبنة الأميرة شويكار        |
| 19      | محمود فهمي النقراشي باشا   | محمد أبو داوود      | زعيم حزب الهيئة السعدية ورئيس الوزراء ووفدي سابق        |
| 20      | كريم ثابت                  | فاروق نجيب          | المستشار الصحفي للملك فاروق                             |
| 21      | شريف صبري باشا             | نبيل نور الدين      | عضو مجلس الوصاية وخال الملك فاروق                       |
| 22      | فؤاد سراج الدين            | هشام سالم           | سكرتير حزب الوفد ووزير الداخلية                         |
| 23      | محمد محمود باشا            | محمد ريحان          | رئيس الوزراء وزعيم حزب الأحرار الدستوريين               |
| 24      | د. حسين باشا حسني          | عبد الرحيم حسن      | السكرتير الخاص للملك فاروق                              |
| 25      | كامل البنداري باشا         | صبري عبد المنعم     | وكيل الديوان الملكي                                     |
| 26      | عبد الوهاب طلعت باشا       | مفيد عاشور          | وكيل الديوان الملكي                                     |
| 27      | مراد محسن باشا             | حمزة الشيمي         | ناظر الخاصة الملكية                                     |
| 28      | الدكتور عباس الكفراوي باشا | سامي مغاوري         | الطبيب الخاص للملك                                      |
| 29      | الفريق عمر فتحي باشا       | بهاء ثروت           | كبير ياوران الملك وقائد الحرس الملكي                    |
| 30      | بترو الإيطالي              | ماهر عصام           | خادم الملك فاروق                                        |
| 31      | بولي الإيطالي              | عمرو القاضي         | خادم الملك فاروق                                        |
| 32      | كافاتسي الإيطالي           | عادل هلال           | خادم الملك فاروق                                        |
| 33      | جارو الإيطالي              | محمود عبد الغفار    | خادم الملك فاروق                                        |
| 34      | إدريس الأقصري              | علي عبد الرحيم      | خادم الملك فؤاد والملك فاروق                            |
| 35      | يوسف باشا ذو الفقار        | جلال عبد القادر     | والد الملكة فريدة وسفير مصر في إيران                    |
| 36      | زينب هانم                  | هناء الشوربجي       | والدة الملكة فريدة ووصيفة الملكة نازلي                  |
| 37      | عايدة هانم                 | ألفت عمر            | زوجة مكرم عبيد باشا                                     |
| 38      | الأميرة فايزة              | ريم هلال            | شقيقة الملك فاروق                                       |
| 39      | الأميرة فوزية              | منى هلا             | شقيقة الملك فاروق و إمبراطورة إيران                     |
| 40      | سير مايلز لامبسون          | يوسف فوزي           | السفير البريطاني                                        |
| 41      | ناهد هانم                  | إيناس مكي           | زوجة حسين سري باشا                                      |
| 42      | اللورد اللنبي              | يوسف العسال         | المندوب السامي البريطاني                                |
| 43      | مس نايلور                  | نرمين زعزع          | مربية الملك فاروق                                       |
| 44      | مستر والتر سمارت           | حمدي السخاوي        | مترجم السفارة الإنجليزية                                |
| 45      | حسين صبري باشا             | عماد الراهب         | خال الملك فاروق                                         |
| 46      | أم كلثوم                   | ريهام عبد الحكيم    |                                                         |

## طاقم العمل
- إنتاج: مركز تلفزيون الشرق الأوسط (MBC)
- إدارة إنتاج: فرح ميديا - إسماعيل كتكت
- مدير الإنتاج: جمال عز الدين
- مراجعة تاريخية: يونان لبيب رزق
- مدير التصوير والإضاءة: م. أحمد إبراهيم أحمد
- التصوير: نزار واوية
- مشرف الصوت: محمد علي
- المونتاج: عصام الصيداوي
- التأليف الموسيقي: طارق الناصر
- المؤثرات البصرية: أمير مصطفى نعمو
- المخرج المساعد: علي محي الدين علي
- نص: د. لميس جابر
- إخراج: حاتم علي
- الميزانية: حوالي عشرين مليون جنيه مصري

## الجوائز
حصل المسلسل على 6 جوائز ذهبية في مهرجان القاهرة للإعلام العربي في دورته الـ13، وتوزعت جوائز بين ذهبية أفضل إخراج للسوري حاتم علي، وذهبية أفضل ممثل للسوري تيم حسن، وذهبية أحسن سيناريو إلى كاتبة السيناريو المصرية لميس جابر. كما حصد الممثل المصري صلاح عبد الله ذهبية أفضل ممثل في دور ثاني ذكور، وذهبية خامسة عن أفضل موسيقى تصويرية لطارق الناصر، وذهبية سادسة عن الإضاءة، وحازت الممثلة المصرية شيري عادل على فضية أحسن ممثلة صاعدة في دور الملكة ناريمان 